# Branico
Branico is een plaats (frazione) in de Italiaanse gemeente Costa Volpino.